# Dissotis congolensis
Dissotis congolensis är en tvåhjärtbladig växtart som först beskrevs av Cogn.ex Büttner, och fick sitt nu gällande namn av Jacq.-fél.. Dissotis congolensis ingår i släktet Dissotis och familjen Melastomataceae. Inga underarter finns listade i Catalogue of Life.